# Ahmed İzzet Pasza
Ahmed İzzet Pasza też jako: Ahmet İzzet Furgaç (ur. 1864 we wsi Naseliç k. Monastiru, zm. 31 marca 1937 w Stambule) – osmański generał pochodzenia albańskiego, wielki wezyr Imperium Osmańskiego.

## Życiorys
Pochodził z rodziny albańskiej, mieszkającej w okolicach Monastiru (dziś Bitoli); był synem urzędnika państwowego. W latach 1887–1890 kształcił się w Osmańskiej Szkole Wojennej, a następnie w Niemczech, pod kierunkiem Colmara von der Goltza. Brał udział w wojnie grecko-tureckiej (1897), planując operacje pod Dömeke, za co otrzymał awans na pułkownika. W 1903 został skierowany do Jemenu, gdzie tłumił powstanie imama Yahyi, a rok później otrzymał awans na generała.
W 1908 r. po wybuchu rewolucji rewolucji młodotureckiej otrzymał stanowisko szefa sztabu armii osmańskiej. W czasie I wojny bałkańskiej planował kluczową dla losów wojny operację w rejonie Czataldży, gdzie zatrzymano postępy armii bułgarskiej. Jesienią 1913 r. należał do kandydatów do objęcia tronu albańskiego.
11 czerwca 1913 r. po śmierci Mahmuda Szevketa objął stanowisko ministra wojny, które utracił w 1914 r. na rzecz Envera Paszy, by objąć dowództwo III Armii stacjonującej na Kaukazie, którą dowodził w początkowej fazie I wojny światowej. W 1916 r. został skierowany do II Armii. Podległe mu jednostki poniosły ciężkie straty w walce z Rosjanami, a sam Ahmed İzzet Pasza objął dowództwo nad pozostałościami II i III Armii, stacjonującymi w Anatolii.
14 października 1918 r. objął urząd wielkiego wezyra, który sprawował do 8 listopada tego samego roku. W tym czasie podpisał rozejm w Mudros, który zakończył udział Imperium Osmańskiego w I wojnie światowej. W 1918 r. zachorował na hiszpankę. Po wyleczeniu podjął się roli pośrednika pomiędzy dwoma tureckimi „ośrodkami władzy” stambulskim i ankarskim. Wraz z upadkiem Imperium Osmańskiego utracił tytuł paszy, a w 1934 r. przyjął nazwisko Furgaç. W 1934 został członkiem zarządu przedsiębiorstwa energetycznego z siedzibą w Stambule. Pochowany na cmentarzu Karacaahmet w Stambule.